# B-トライブ
B-トライブ（B-Tribe）、またはバルセロナ・トライブ・オブ・ソウルスターズ（The Barcelona Tribe of Soulsters）は、セイクリッド・スピリット（Sacred Spirit）プロジェクトでも知られるドイツ生まれのミュージシャン兼プロデューサー、クラウス・ズンデル（ザ・ブレイブとも名乗る）、マルクス・スターブ、ラルフ・ハムによる音楽プロジェクト。古典的なスパニッシュ・ギターとフラメンコ音楽などの要素を使っており、特に、世界的に有名なミュージシャンでボーカリストのエンリケ・モレンテがサビカスのギターを伴奏に迎えた、単にモレンテ＝サビカスの『Nueva York-Granada』と題されたすでに録音されたCDからのダイレクト・ミックスを使用し、トリップホップのようなアンビエント・チューンとミックスするなどしている。すべてのアルバムは、スペインのイビサ島にあるズンデル自身のスタジオで録音された。スペインの音楽家パコ・フェルナンデスがギターを演奏し、チェロ・パートはフランクフルト放送オーケストラのメンバーであるエリック・プラムメタスが演奏している。歌手のデボラ・ブランドもコラボレートを行った。

## 略歴
B-トライブは、1993年にヨーロッパでナンバーワンのダンス・ヒットとなった「¡Fiesta Fatal!」というタイトルのシングルを収録したアルバム『¡Fiesta Fatal!』で初めて音楽シーンに登場した。シングルは、1993年10月の全英シングルチャートで最高64位となった。B-トライブはニッチな市場で誕生した（同じ年にエニグマのアルバム『エニグマ 2〜ザ・クロス・オブ・チェンジズ』が発売され、ディープ・フォレストのセルフタイトル・アルバムは1993年末に発売されていた）。『¡Fiesta Fatal!』と『スアーヴェ・スアーヴェ』（1995年にリリース）は、1990年代半ばにアメリカで人気が高まっていたいわゆるワールドミュージック・シーンにおいて、あまり商業的ではない部類の一部となった。ザ・ブレイブは、B-トライブの3枚目のアルバム『センスアル・センスアル』をリリースした。おそらくこのジャンルの人気のピークである1997年、コンピレーション・アルバム・シリーズ『Pure Moods』の最初のリリースとともに、彼らの人気は証明された。B-トライブはアルバム『Pure Moods』にはセレクトされなかったが、2001年の『¡Spiritual, Spiritual!』から「She Moved Through the Fair」の演奏が選ばれ、コンピレーション『Pure Moods IV』に収録された。
アルバム『¡Spiritual, Spiritual!』は、このプロジェクトの中で最もアンビエントなアルバムである。独特のドラムビートをフィーチャーしているトラックはほんの一握りとなり、チェロはアルバムの1曲のみでフィーチャーされている。B-トライブの次のアルバムは、2003年にそのままなタイトルの『5』となった。アフリカのスーパーモデル、ルナ・モハメッドによるソングライティングとボーカルの貢献が特徴となっている。6枚目となるB-トライブのアルバムは2回リリースされている。2007年にマカオ・カフェにて限定リリースされ、2008年12月にホロフォンから再リリースされた。

## ディスコグラフィ

### スタジオ・アルバム
- ¡Fiesta Fatal! (1993年、Atlantic)
- 『スアーヴェ・スアーヴェ』 - Suave Suave (1995年、Atlantic)
- 『センスアル・センスアル』 - Sensual Sensual (1998年、Atlantic)
- ¡Spiritual, Spiritual! (2001年、Higher Octave Music)
- 5 (2003年、Higher Octave Music)
- Volume 6 (2008年、Holophon)

### シングル
- "¡Fiesta Fatal!" (1993年)
- "Nadie Entiende (Nobody Understands)" (1993年)
- "You Won't See Me Cry" (1993年)
- "Nanita (Spanish Lullaby)" (1995年)
- "Que Mala Vida" (1996年)